# آیور ویکلاندر
آیوُر ویکلاندِر (سوئدی: Iwar Wiklander؛ زادهٔ ۳۰ مه ۱۹۳۹) بازیگر سوئدی است. او از سال ۱۹۶۳ در بیش از پنجاه فیلم بازی کرده‌است.

## گزیدهٔ فیلمشناسی
| سال  | عنوان                                            | نقش | توضیح |
| ---- | ------------------------------------------------ | --- | ----- |
| ۱۹۸۳ | A Hill on the Dark Side of the Moon              |     |       |
| ۲۰۰۴ | Four Shades of Brown                             |     |       |
| ۲۰۱۲ | Simon and the Oaks                               |     |       |
| ۲۰۱۳ | Easy Money III: Life Deluxe                      |     |       |
| ۲۰۱۳ | پیرمرد صدساله‌ای که از پنجره فرار کرد و ناپدید شد |     |       |
| ۲۰۱۶ | پیرمرد صدساله‌ای که فلنگ را بست و ناپدید شد       |     |       |